# Plumosa nigrimaculata
Plumosa nigrimaculata är en insektsart som beskrevs av Song och Li 2008. Plumosa nigrimaculata ingår i släktet Plumosa och familjen dvärgstritar. Inga underarter finns listade i Catalogue of Life.